# Arys (miasto)
Arys (kaz. Арыс) – miasto (od 1956) w południowym Kazachstanie, w obwodzie turkiestańskim. W 2021 roku liczyło 46 556 mieszkańców. 